# Central do Maranhão
Central do Maranhão là một đô thị thuộc bang Maranhão, Brasil. Đô thị này có diện tích 366,458 km², dân số năm 2007 là 9010 người, mật độ 24,59 người/km².